# Toulou
Le toulou, ou tulu, (autonyme : ತುಳುಭಾಷೆ, tuḷubhāṣe) est une langue dravidienne parlée par le groupe ethnolinguistique toulouva (en) dans les États du Karnāṭaka et du Kerala en Inde. L'aire de concentration de ses locuteurs est connu comme le Tulu Nadu (ತುಳುನಾಡ್ (Tul̤unāḍ)) ou « Pays toulou », qui comprend particulièrement l'ancien district du South Canara, correspondant aujourd'hui aux districts de Dakshina Kannada et d'Udupi.

## Présentation
Le toulou connaît de nombreuses variations dialectales, qui peuvent fluctuer selon les régions ou les communautés (castes) qui composent la population toulouphone.